# Sonya Scarlet
Sonya Scarlet (2 de abril de 1980) es la cantante y compositora de la banda italiana de metal gótico Theatres des Vampires.

## Biografía
Sonya estudió ballet en la Academia Santa Cecilia desde la edad de cuatro años, decidiéndose más tarde por estudiar canto en dicha academia. Se unió a la agrupación Theatres des Vampires como corista junto a Justine en 1999. Justine abandonó la agrupación en 2002. En 2004 Lord Vampyr dejó la banda y Sonya se convirtió en la vocalista principal. Fue una de las compositoras principales del álbum Desire Of Damnation. En 2008 Sonya sufrió una decaída, lo que llevó a la banda a tomarse unos meses fuera de la actividad.

## Discografía
- Bloody Lunatic Asylum (2001) - con Theatres des Vampires
- Iubilaeum Anno Dracula 2001 - con Theatres des Vampires
- Suicide Vampire (2002) - con Theatres des Vampires
- Vampyrìsme (2003) - con Theatres des Vampires
- Nightbreed Of Macabria (2004) - con Theatres des Vampires
- Pleasure and Pain (2005) - con Theatres des Vampires
- The Addiction Tour (2006) - con Theatres des Vampires
- 100% Hell (2006)  - con Necrodeath
- Desire of Damnation (2007) - con Theatres des Vampires
- Anima Noir (2008) - con Theatres des Vampires
- Existence (2010) - with Beto Vázquez Infinity
- Moonlight Waltz (2011) - con Theatres des Vampires
- Moonlight Waltz Tour 2011 (2012) - con Theatres des Vampires
- Clubbers Die Younger (2012) - con Alien Vampires
- Candyland (2016) - con Theatres des Vampires